# Bobbin Head
Bobbin Head är en udde i Australien. Den ligger i delstaten New South Wales, i den sydöstra delen av landet, omkring 22 kilometer norr om delstatshuvudstaden Sydney.
Runt Bobbin Head är det mycket tätbefolkat, med 1 056 invånare per kvadratkilometer.. Närmaste större samhälle är Castle Hill, omkring 17 kilometer sydväst om Bobbin Head. 
I omgivningarna runt Bobbin Head växer i huvudsak städsegrön lövskog. Genomsnittlig årsnederbörd är 1 380 millimeter. Den regnigaste månaden är februari, med i genomsnitt 200 mm nederbörd, och den torraste är juli, med 36 mm nederbörd.